# Ei Arakawa
Ei Arakawa (japanisch 荒川 医 Arakawa Ei; * 1977 in Iwaki, Präfektur Fukushima) ist ein japanisch-US-amerikanischer Performance-, Installations- und Aktionskünstler, der in New York City und Berlin lebt.
Arakawa studierte von 2000 bis 2004 an der School of Visual Arts und von 2004 bis 2006 am Bard College in Annandale-on-Hudson. Er schloss 2006 das Whitney Independent Study Program in New York City ab. 2009 erhielt Ei Arakawa ein Stipendium der New York Foundation for the Arts und nahm teil am Berliner Künstlerprogramm des DAAD. Er war 2011 Artist in Residence der Tokyo Wonder Site. 2014 wurde Arakawa mit dem Villa-Romana-Preis ausgezeichnet.
Ei Arakawa ist für Performancearbeiten, vorwiegend mit Malereien, bekannt, die an historische Vorbilder wie Fluxus, die japanischen Künstlergruppe Gutai oder das Multimedia-Kollektiv Jikken Kōbō anknüpfen. Die improvisiert wirkenden Choreografien entstehen in enger Zusammenarbeit mit befreundeten Künstlern und lassen den Status von Akteur, Publikum und Objekt offen.

## Ausstellungen (Auswahl)
- 2009: The SculptureCenter, New York
- 2010: Galerie Neu, Berlin
- 2012: Museum of Modern Art, New York
- 2012: Tate Gallery of Modern Art, London
- 2013: Carnegie International, Pittsburgh
- 2013: 55. Biennale di Venezia, georgischer Pavillon
- 2014: Whitney Biennial, New York City
- 2016: 9. Berlin Biennale, in Zusammenarbeit mit Dan Poston, Stefan Tcherepnin, Berlin[3]
- 2016: Wir nennen es Ludwig. Das Museum wird 40!, Museum Ludwig, Köln[4]
- 2017: Skulptur.Projekte, Münster (Westfalen)
- 2018: Ei Arakawa – Performance People, Kunstverein für die Rheinlande und Westfalen, Düsseldorf